# اسپنسر پرت
اسپنسر پرت (به انگلیسی: Spencer Pratt) با نام کامل اسپنسر ویلیام پرت (به انگلیسی: Spencer William Pratt) (زاده ۱۴ اوت ۱۹۸۳) شخصیت تلویزیونی در ریالتی شو آمریکایی است.
او برادر استفانی پرت و همسر هایدی مانتگ است.